# Bijapur
Bijapur é uma cidade da Índia, capital do distrito de Bijapur, no estado de Carnataca. Foi a capital do Sultanato de Bijapur.

## Monumentos
A cidade contém vários monumentos do período do Sultanato do Bijapur, que estão na lista provisória de candidatos a património mundial. Entre estes estão:
- Gol Gumbaz - túmulo de Muhammad Adil Shah; contém a segunda maior cúpula da história
- Jami Masjid de Bijapur - uma das mesquitas mais notáveis da Índia

## Transportes
Está a ser construído um aeroporto na cidade, com abertura prevista para 2022.

## Clima
| Dados climáticos para Bijapur (1981–2010, extremos 1901–2012) | Dados climáticos para Bijapur (1981–2010, extremos 1901–2012) | Dados climáticos para Bijapur (1981–2010, extremos 1901–2012) | Dados climáticos para Bijapur (1981–2010, extremos 1901–2012) | Dados climáticos para Bijapur (1981–2010, extremos 1901–2012) | Dados climáticos para Bijapur (1981–2010, extremos 1901–2012) | Dados climáticos para Bijapur (1981–2010, extremos 1901–2012) | Dados climáticos para Bijapur (1981–2010, extremos 1901–2012) | Dados climáticos para Bijapur (1981–2010, extremos 1901–2012) | Dados climáticos para Bijapur (1981–2010, extremos 1901–2012) | Dados climáticos para Bijapur (1981–2010, extremos 1901–2012) | Dados climáticos para Bijapur (1981–2010, extremos 1901–2012) | Dados climáticos para Bijapur (1981–2010, extremos 1901–2012) | Dados climáticos para Bijapur (1981–2010, extremos 1901–2012) |
| Mês                                                           | Jan                                                           | Fev                                                           | Mar                                                           | Abr                                                           | Mai                                                           | Jun                                                           | Jul                                                           | Ago                                                           | Set                                                           | Out                                                           | Nov                                                           | Dez                                                           | Ano                                                           |
| ------------------------------------------------------------- | ------------------------------------------------------------- | ------------------------------------------------------------- | ------------------------------------------------------------- | ------------------------------------------------------------- | ------------------------------------------------------------- | ------------------------------------------------------------- | ------------------------------------------------------------- | ------------------------------------------------------------- | ------------------------------------------------------------- | ------------------------------------------------------------- | ------------------------------------------------------------- | ------------------------------------------------------------- | ------------------------------------------------------------- |
| Recorde alta °C (°F)                                          | 39.4 (102.9)                                                  | 41.1 (106)                                                    | 41.9 (107.4)                                                  | 43.3 (109.9)                                                  | 44.9 (112.8)                                                  | 43.0 (109.4)                                                  | 36.9 (98.4)                                                   | 36.5 (97.7)                                                   | 37.4 (99.3)                                                   | 37.3 (99.1)                                                   | 35.0 (95)                                                     | 34.6 (94.3)                                                   | 44.9 (112.8)                                                  |
| Média alta °C (°F)                                            | 30.8 (87.4)                                                   | 33.9 (93)                                                     | 36.9 (98.4)                                                   | 39.0 (102.2)                                                  | 39.1 (102.4)                                                  | 33.6 (92.5)                                                   | 30.9 (87.6)                                                   | 30.5 (86.9)                                                   | 31.4 (88.5)                                                   | 31.6 (88.9)                                                   | 30.5 (86.9)                                                   | 29.7 (85.5)                                                   | 33.1 (91.6)                                                   |
| Média baixa °C (°F)                                           | 16.5 (61.7)                                                   | 18.3 (64.9)                                                   | 21.9 (71.4)                                                   | 24.1 (75.4)                                                   | 24.0 (75.2)                                                   | 22.7 (72.9)                                                   | 22.0 (71.6)                                                   | 21.7 (71.1)                                                   | 21.6 (70.9)                                                   | 21.0 (69.8)                                                   | 18.5 (65.3)                                                   | 15.7 (60.3)                                                   | 20.7 (69.3)                                                   |
| Recorde baixa °C (°F)                                         | 7.0 (44.6)                                                    | 8.9 (48)                                                      | 11.2 (52.2)                                                   | 15.8 (60.4)                                                   | 17.8 (64)                                                     | 17.2 (63)                                                     | 16.1 (61)                                                     | 16.7 (62.1)                                                   | 16.1 (61)                                                     | 12.2 (54)                                                     | 5.6 (42.1)                                                    | 6.0 (42.8)                                                    | 5.6 (42.1)                                                    |
| Precipitação média mm (pol.)                                  | 4.0 (0.157)                                                   | 0.6 (0.024)                                                   | 5.7 (0.224)                                                   | 20.6 (0.811)                                                  | 39.8 (1.567)                                                  | 108.0 (4.252)                                                 | 66.9 (2.634)                                                  | 92.3 (3.634)                                                  | 156.9 (6.177)                                                 | 119.7 (4.713)                                                 | 25.0 (0.984)                                                  | 7.7 (0.303)                                                   | 647.1 (25.476)                                                |
| Média de dias chuvosos                                        | 0.2                                                           | 0.1                                                           | 0.8                                                           | 1.4                                                           | 3.3                                                           | 5.8                                                           | 5.5                                                           | 5.6                                                           | 8.3                                                           | 5.7                                                           | 2.0                                                           | 0.4                                                           | 39.1                                                          |
| Média umidade relativa (%) (at 17:30 IST)                     | 38                                                            | 31                                                            | 28                                                            | 30                                                            | 34                                                            | 56                                                            | 65                                                            | 65                                                            | 62                                                            | 54                                                            | 49                                                            | 43                                                            | 47                                                            |
| Fonte: Departamento Meteorológico da Índia                    |                                                               |                                                               |                                                               |                                                               |                                                               |                                                               |                                                               |                                                               |                                                               |                                                               |                                                               |                                                               |                                                               |